# بنديكت أندرسون
بينيديكت ريتشارد أندرسون (بالإنجليزية: Benedict Richard O'Gorman Anderson)‏ ‏(26 أغسطس 1936 - 13 ديسمبر 2015) هو أستاذ فخري للدراسات الدولية، مُتخصص بالدراسات الآسيوية في جامعة كورنيل، اشتُهر سنة 1983 سنة بنشر كتاب متخيل المجتمعات، التي تستكشف أصول القومية. كما أنه مؤرخ وأستاذ في العلوم السياسية، ومتعدد اللغات، أدى عمله على ورقة كورنيل إلى فضح القصة الرسمية لحركة 30 سبتمبر، ولاحقاً عمليات التطهير للشيوعية في 1965 -1966 في إندونيسيا، مما أدى إلى طرده من بلده. وكان شقيق المؤرخ بيري اندرسون.

## خلفية
ولد أندرسون في 26 أغسطس 1936، في مدينة كونمينغ الصينية، لأب آيرلندي وأم إنجليزية.
كان والده جيمس كارو أوجورمان أندرسون مسؤولًا في الجمارك البحرية الصينية. تنحدر العائلة من عائلة أندرسون في أردبراك، بوثريفني، اسكتلندا، الذين استقروا في أيرلندا في أوائل القرن الثامن عشر.
كانت جدة اندرسون تريفور بيجهام ناى بةَ لمفوض شرطة العاصمة من 1914 إلى 1931. تنتمي إحدى جدات أندرسون، السيدة فرانسيس أوجورمان، إلى عشيرة جايلك ماك جورمان في مقاطعة كلير، وكانت ابنة النائب البرلماني لحكم البيت الرئيسية. بورسيل أوجورمان. كان الرائد بورسيل أوجورمان بدوره نجلًا لنيكولاس بورسيل أوجورمان الذي كان قد شارك في الجمعية الجمهورية الأرلاندية المتحدة خلال عام 1798، وأصبح لاحقًا سكرتير للجمعية الكاثوليكية في عشرينيات القرن التاسع عشر. أخذ بنديكت أندرسون اسمه الأوسط من ابن عمه الرائد بورسيل أوجورمان، ريتشارد أوجورمان، الذين كانا من القادة الثورة الأرلندية عام 1848.

## دراسات جنوب شرق اسيا
حصل على شهادة كلاسيكية من كامبريدج في عام 1957 قبل التحاقه بجامعة كورنيل، حيث ركز على إندونيسيا كاهتمام بحثي وحصل في عام 1967 على درجة الدكتوراه. في الدراسات الحكومية. كان مستشار الدكتوراه في جامعة كورنيل عالم جنوب شرق آسيا جورج كاهن.عند انقلاب سوهارتو في إندونيسيا بخيبة أمل أندرسون، الذي كتب أنه «شعر وكأنه اكتشاف أن أحد أفراد أسرته قاتل». لذلك، وبينما كان أندرسون لا يزال طالبًا في الدراسات العليا في جامعة كورنيل، شارك في كتابة «ورقة كورنيل» بشكل مجهول مع روث من 1965-1966. تم نشر «ورقة كورنيل» على نطاق واسع من قبل المنشقين الإندونيسيين. أحد الشاهدين الأجانب في المحاكمة الصورية للأمين العام للحزب الشيوعي الإندونيسي سوديسمان في عام 1971، نشر أندرسون نسخة مترجمة من شهادة الأخير غير الناجحة. نتيجة لتصرفاته، طُرد أندرسون في عام 1972 من إندونيسيا وحُرم من العودة، وهو قد استمر حتى عام 1998 عندما استقال سوهارتو ليحل محله بي. ج. حبيبي كرئيس. كان أندرسون يجيد العديد من اللغات ذات الصلة بحقله في جنوب شرق آسيا، بما في ذلك الإندونيسية والجاوية والتايلاندية والتاغالوغية، وكذلك اللغات الأوروبية الرئيسية. بعد التجربة الأمريكية في حرب فيتنام والحروب اللاحقة بين الدول الشيوعية مثل الحرب الكمبودية الفيتنامية والحرب الصينية الفيتنامية، بدأ دراسة أصول القومية مع مواصلة عمله السابق في العلاقة بين اللغة والسلطة. 
اشتهر أندرسون بكتابه «المجتمعات المتخيلة: تأملات في أصل القومية وانتشارها» لعام 1983 (تُرجم إلى العربية سنة 2009 بواسطة ثائر ديب)، والذي وصف فيه العوامل الرئيسية التي ساهمت في ظهور القومية في العالم خلال القرون الثلاثة الماضية. عرّف أندرسون الأمة بأنها «مجتمع سياسي متخيل، ويتخيل أنه محدود بطبيعته وسيادته». تم انتخاب أندرسون زميل الأكاديمية الأمريكية للفنون والعلوم في عام 1994. وفي عام 1998 رعت رحلة عودة أندرسون إلى إندونيسيا من قبل منشور تيمبو الإندونيسي، وألقى خطابًا علنيًا انتقد فيه معارضة إندونيسيا «لخجلها وفقدان الذاكرة التاريخي لا سيما فيما يتعلق بمذابح 1965-1966». درس في كورنيل حتى تقاعده في عام 2002، عندما أصبح أستاذا فخريا للدراسات الدولية. بعد تقاعده، قضى معظم وقته في السفر في جميع أنحاء جنوب شرق آسيا. توفي أندرسون في باتو، مالانج، إندونيسيا، أثناء نومه في 13 ديسمبر 2015. وفقا لصديق حميم طارق علي، توفي أندرسون بسبب جلطة في القلب. كان في منتصف ترجمة مذكراته، A Life Beyond Boundaries ، من اليابانية إلى الإنجليزية، ونجا من قبل اثنين من أبناء التبني من أصل إندونيسي. 

## روابط خارجية
- بنديكت أندرسون على موقع الموسوعة البريطانية (الإنجليزية)